# .as
.as es el dominio de nivel superior geográfico (ccTLD) para Samoa Americana.

## Otros usos
En el Principado de Asturias existen partidos políticos de distinto signo como Bloque por Asturies, Unidá Nacionalista Asturiana o IDEAS así como organizaciones cívicas o el Ayuntamiento de Langreo que usan este dominio ante la imposibilidad de obtener un .ast.